# 硬毛草胡椒
硬毛草胡椒（学名：Peperomia cavaleriei）为胡椒科草胡椒属下的一个种。

## 扩展阅读
- 維基物種上的相關：硬毛草胡椒